# 安德森縣 (肯塔基州)
安德森县（英語：Anderson County）是美國肯塔基州的一個縣，位於外藍草地區。面積529平方公里。根據美國2000年人口普查，共有人口19,111人。縣治劳伦斯堡 (Lawrenceburg)。
成立於1827年1月16日。縣名紀念聯邦眾議員小R·C·安德森 (Richard Clough Anderson, Jr.)。